# 금문의 변
금문의 변(일본어: 禁門の変)은 겐지(元治) 원년 7월 19일(1864년 8월 20일) 교토에서 일어난 무력 충돌 사건이다. 합어문의 변(일본어: 蛤御門の変), 겐지의 변(일본어: 元治の変), 겐지 갑자의 변(일본어: 元治甲子の変)이라고도 불린다.

## 개요
전년인 1863년 8월 18일의 정변에 의해 교토에서 추방당했던 조슈번 세력이, 아이즈번의 번주이자 ‘교토수호직’이었던 마쓰다이라 가타모리 세력의 배제를 노리고 군사를 일으켜 교토 시내에서 시가전을 펼친 사건을 말한다. 교토 및 그 인근에서 벌어진 다이묘 세력간의 전쟁에 의해 교토 시내에서 약 3만 가구가 소실되는 등 1615년 오사카 여름의 진(大坂夏の陣) 이래 태평한 시대를 뒤흔든 대사건이었다.
대포까지 투입된 치열한 전투의 결과 조슈번 세력은 패배했고, 존왕양이파는 마키 야수오미 등 급진적 지도자의 대부분을 잃고, 그 세력을 크게 위축되었다. 한편, 조슈 소탕의 주력을 담당한 이치 요시노부는 아이즈번, 구와나번과 협조하여 이후 ‘이키카이소 정권’(一会桑政権)이 교토 정국을 주도하게 된다.
금문의 변 이후 조슈번은 ‘조적’(朝敵, 조정의 적)이라고 찍혔고, 정부는 제1차 조슈 정벌을 단행하였다. 그러나 정벌을 당한 이후에도 조슈 번은 정치적 복권을 노리고 1866년 삿초 동맹을 결성하였고, 1867년 사후회의(四侯会議)에서도 조슈번 처분 문제가 주요 의제되는 등 막부 말기의 정쟁의 중심적인 문제가 되었다.
‘금문의 변’(禁門の変) 또는 ‘하마구리문의 변’(蛤御門の変)이라는 명칭은 격전지가 교토 황궁의 어문(御門) 주변이었다는데서 유래된 명칭이었다. 하마구리 고몬(蛤御門)은 현재 교토 교엔의 서쪽에 위치하고 있으며, 지금도 문 빔에는 탄흔이 남아 있다.

## 과정

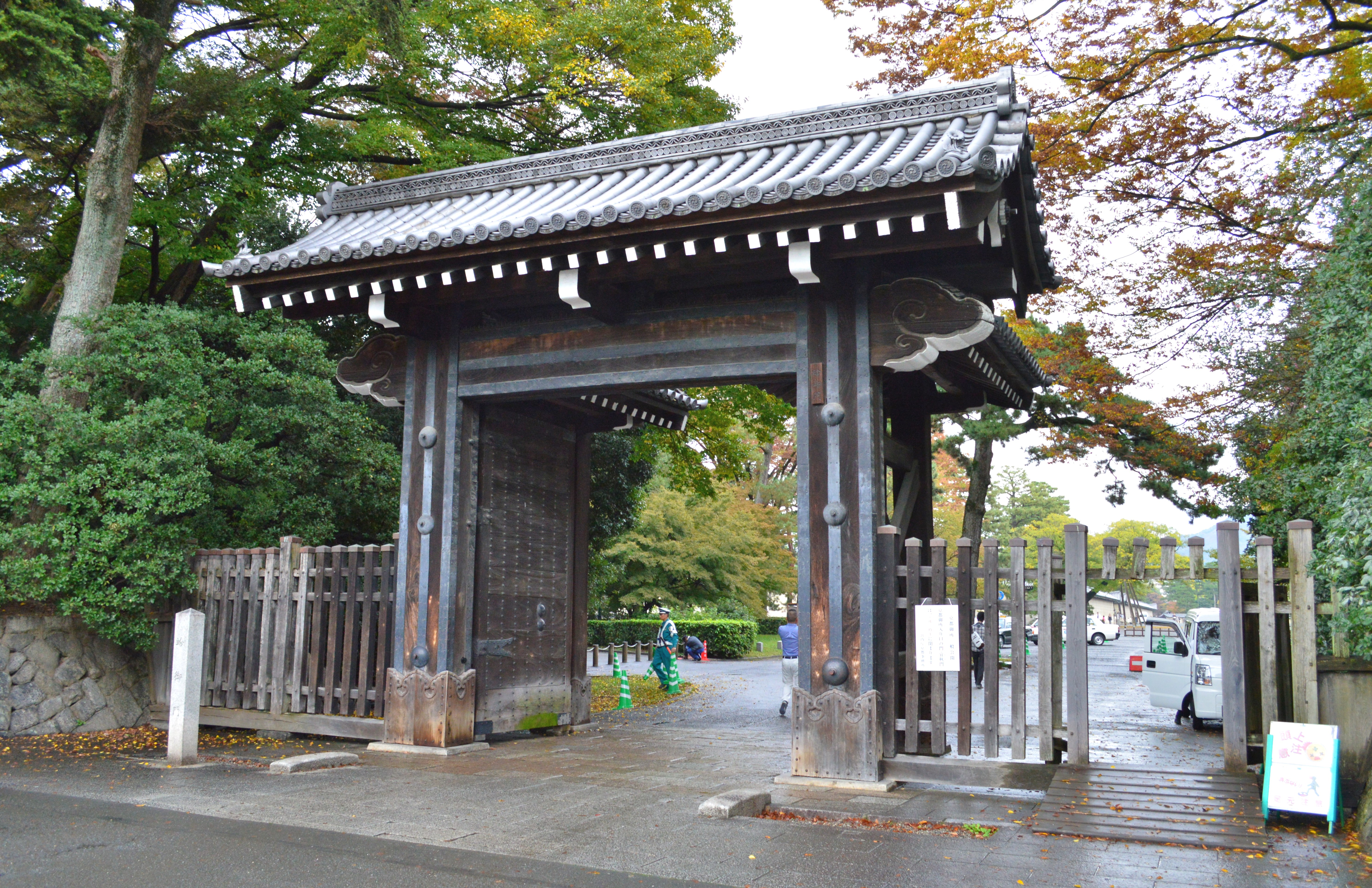
하마구리고몬

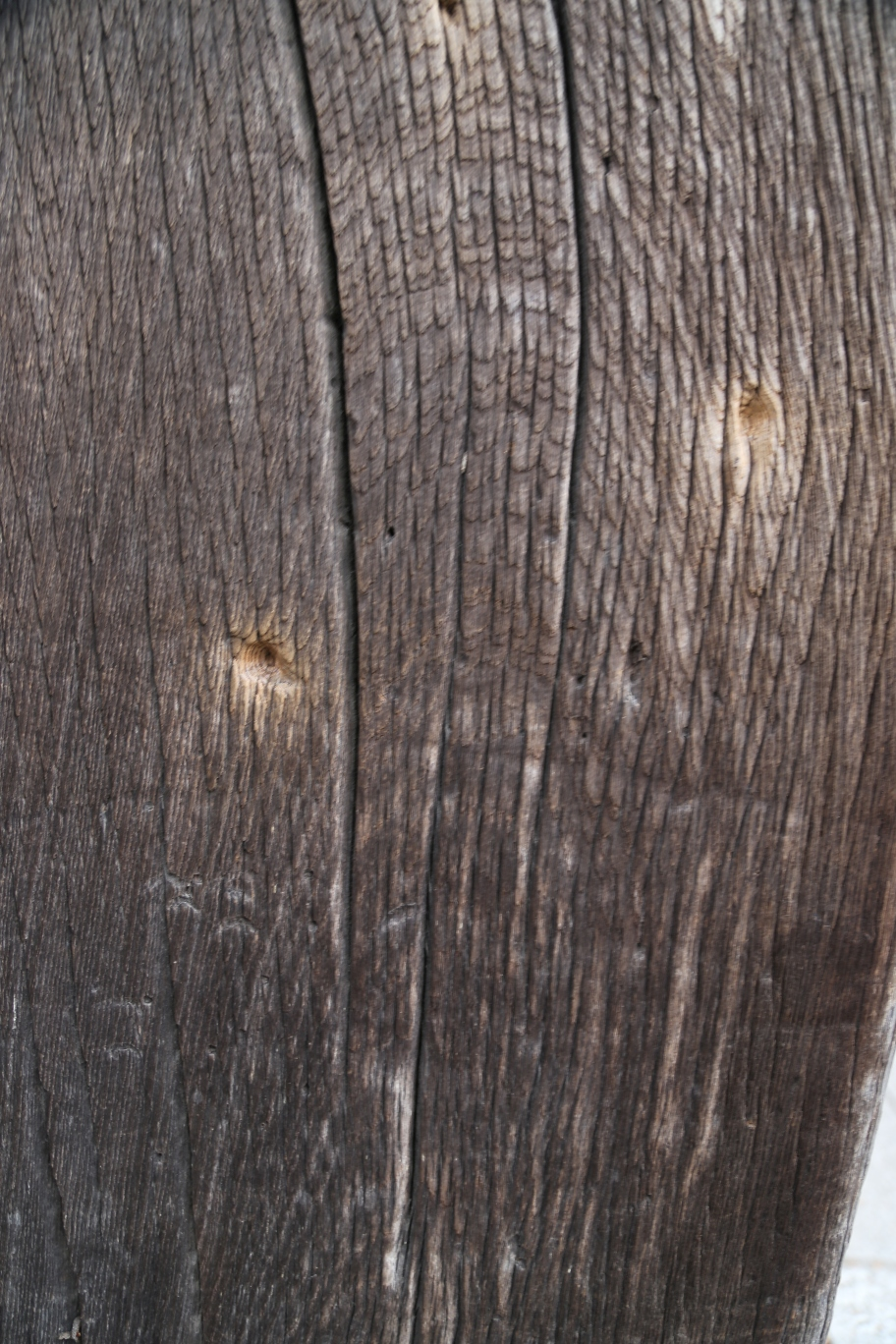
하마구리고몬 문 기둥에 남아 있는 탄흔

조슈번은 급진적인 존황양이론을 내세워 교토 정국을 주도하고 있었다. 1863년(분큐 3년)에 아이즈번과 사쓰마번 등의 주도에 의한 ‘8월 18일의 정변’의 결과 변병을 해체하고, 교토에서 추방되어 번주 모리 다카치카와 아들 모리 사다히로는 나라에서 고향에 근신을 명령받는 등 정치적인 주도권을 상실했다. 한편, 교토와 오사카에 잠복한 몇 명의 조슈 존왕양이파는 잃어버린 입지를 회복하기 위해 행동을 계속했다.
정변을 통해 대외 전쟁도 불사하겠다는 급진적인 양이 노선은 후퇴했지만, 조정에서는 여전히 양이 주장이 계속되었고, 1864년(겐지 원년), 요코하마 항의 쇄항 정책이 조정과 막부 쌍방에 의해 합의되었다. 그러나 막부 내의 대립 등으로 쇄항은 실행되지 않았고, 3월에는 쇄항 실행을 요구하면서 미토 번의 존왕양이파가 봉기를 하며 덴구당의 난을 일으켰다. 이러한 정세 속 각지의 존왕양이파 사이에서 조슈의 교토 정국 복귀를 바라는 목소리가 높아지게 되었다.
조슈번 내에서도 사태 타개를 위해 교토로 올라가는 적극적 방법이 논의되었다. 기지마 마타베, 마키타모츠 등은 적극적 행동을 해야한다고 주장했지만, 가쓰라 고고로(기도 다카요시), 다카스기 신사쿠, 구사카 겐즈이 등은 신중한 자세를 취해야한다고 주장했다. 6월 5일, 이케다야 사건에서 신센구미에게 번사가 살해당한 변보가 조슈에 알려졌다. 신중파였던 스우 마사노스케, 다카스기 신사쿠와 시시도 마스미 등은 번론의 진정시키기 위해 노력했지만, 후쿠바라 모토다케와 마스다 치카노부, 구니시 치카스케 3명의 가로 등 적극적 파는 ‘번주의 누명을 황제에게 호소하겠다’는 명분으로 거병을 결의했다. 마스다, 구사카 등은 오야마자키 덴노 산(天王山), 보산에서, 구니시와 키지마, 마타베 등은 사가의 덴 류지(天龍寺)에서, 후쿠바라 도토다케는 후시미에 있던 조슈 저택에서 군사를 모아 진영을 꾸민다.
6월 24일, 구사카는 조슈 번의 사면을 바라는 탄원서를 조정에 올렸다. 조슈를 동정하여 관대한 조치를 바랬던 번사나 공경도 있었지만, 사쓰마 번사 요시이 도모자네, 도사번사 이누이 마사히로, 구루메 번사인 오츠카 케스케 등이 심의를 하여 조슈번 병의 입경을 저지하는 연판 의견서를 7월 17일 조정에 건의했다. 조정 내부에서는 조슈 세력을 축출을 요구하는 강경파와 유화파가 대립하였고, 7월 18일 밤에는 아리스와 다카히토, 아리스가와 다루히토 두 친왕과 나카야마 다다야스 등이 급히 입궐하여 조슈 세력의 입경과 마쓰다이라 가타모리의 추방을 호소했다. 금의위 총독 도쿠가와 요시노부는 조슈번 병력에게 철수를 호소했지만, 일관되게 아이즈번을 옹호하는 고메이 천황의 반복된 조슈 소탕 명령에 결국 강경 자세로 돌아 섰다. 구사카는 조정의 퇴거 명령에 따르려고 했지만, 키지마 마타베, 마키 야스오미 등의 뜻에 밀려 어쩔 수 없이 거병했다.

## 전투
7월 19일, 교토고쇼의 서쪽 주변 하마구리 문(교토시 가미교 구) 부근에서 조슈번 병과 아이즈, 쿠와나 번 병력이 충돌하면서, 전투가 시작되었다. 일시적으로 후쿠하라 부대와 구니시 시나노, 키지마 마타베 부대는 후쿠오카 번이 지키고 있던 추우타치우리 문(中立売門)을 돌파하여, 교토 황궁에 진입하였으나 칸몬(乾門)을 지키던 사쓰마 병이 원군으로 달려들면서 형세가 역전되어 밀려났다. 저격을 당한 키지마 마타베는 자결했다.
마키, 구사카 부대는 개전에 늦게 도착하여, 키지마의 전사와 전선이 무너진 소식을 알고 있었지만, 그래도 황궁 남쪽 사카이마치(堺町) 고몬을 공격했다. 그러나 수비를 하던 에치젠 번병을 돌파하지 못했고, 구사카 겐즈이, 테라지마 추자부로 등은 조정에 탄원을 요청하기 위해 침입한 다사쓰카사 저택에서 자결했다. 이리에 쿠이치는 다사쓰카사 저택에서 탈출하다가 에치젠 번사에 발견되어 얼굴에 창이 찔려 사망했다.
귀추가 결정된 후 무사히 퇴각하던 조슈 세는 조슈 번의 저택에 불을 지르고 도주하였다. 아이즈 세도 조슈 번사가 숨어 있다는 추우타치우리 문 부근의 가옥을 공격했다. 전투 자체는 하루 만에 끝났지만, 이 두 곳에서 시작된 화재로 교토 도심은 21일 아침까지 에 걸쳐 ‘돈돈야케’(どんどん焼け)라는 대화재에 휩쓸려 북쪽은 이치죠 도리에서 남쪽으로 7대문인 히가시 혼간지에 이르는 넓은 범위의 도시 지역과 사찰이 소실되었다.

## 결과
고쇼를 향해 발포를 한 번주 부자에게 국사가 친히 준 군령장이 발견된 것이 겹치면서 23일에는

## 관련 사건
- 8월 18일의 정변
- 제1차 조슈 정벌